# Isobel Campbell
Isobel Campbell, född 27 april 1976 i Glasgow, är en skotsk sångare, låtskrivare och cellist. Hon är en av ursprungsmedlemmarna i indiebandet Belle & Sebastian, men har sedan 2002, då hon lämnade bandet, varit involverad i en rad olika soloprojekt. 
The Gentle Waves är det band som hon startade 1999. Deras första album, The Green Fields of Foreverland, släpptes på indiebolaget Jeepster records 1999. Det andra fullängdsalbumet, Swansong For You, utkom året därpå.

## Diskografi

### Album
- The Green Fields of Foreverland (1999) (som The Gentle Waves)
- Swansong For You (2000) (som The Gentle Waves)
- Ghost of Yesterday (2002) (med Bill Wells)
- Amorino (2003)
- Ballad of the Broken Seas (2006) (med Mark Lanegan)
- Milkwhite Sheets (2006)
- Sunday at Devil Dirt (2008) (med Mark Lanegan)
- Hawk (2010) (med Mark Lanegan)
- There is No Other... (2020)
- Bow to Love (2024)

### EP och singlar
- "Weathershow" (1999) (som The Gentle Waves)
- Falling from Grace (2000) (som The Gentle Waves)
- Time Is Just the Same (2004)
- Ramblin' Man (2005) (med Mark Lanegan)
- O Love is Teasin'
- Honey Child What Can I Say (2006) (med Mark Lanegan)
- Keep Me in Mind Sweetheart EP (2008)
- Come on Over (Turn Me On) (2008) (med Mark Lanegan)
- Who Built the Road (2008)
- Come Undone
- You Won't Let Me Down Again (med Mark Lanegan)